# Bretschneider-formula

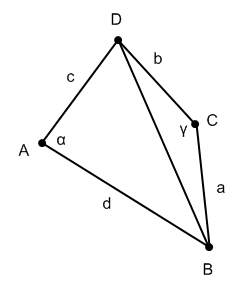

A Bretschneider-formula egy geometriai összefüggés, mely a négyszögek területe és oldalaik hossza, és két szemközti szögük közötti összefüggést adja meg.

## Bretschneider-formula

### Tétel
{\displaystyle T={\sqrt {(s-a)(s-b)(s-c)(s-d)-abcd\cos ^{2}{\theta }}}} ahol a, b, c, és d a négyszög oldalai, s a félkerület, {\displaystyle \theta \,} pedig két szemközti szög összegének fele.

### Bizonyítás
Az ABCD négyszög területe a BD átló által meghatározott két háromszög területének összegével írható fel:

{\displaystyle T_{ABCD}=T_{ABD}+T_{BCD}={\frac {1}{2}}cd\sin {\alpha }+{\frac {1}{2}}ab\sin {\gamma }}

{\displaystyle 4T_{ABCD}^{2}=(cd)^{2}\sin ^{2}{\alpha }+ab^{2}\sin ^{2}{\gamma }+2abcd\sin {\alpha }\sin {\gamma }}

A koszinusz tételt alkalmazva:

{\displaystyle c^{2}+d^{2}-2cd\cos {\alpha }=a^{2}+b^{2}-2ab\cos {\gamma }\,}

{\displaystyle {\frac {1}{4}}(c^{2}+d^{2}-a^{2}-b^{2})^{2}=(cd)^{2}\cos ^{2}{\alpha }-2abcd\cos {\alpha }\cos {\gamma }+(ab)^{2}\cos ^{2}{\gamma }\,}

Adjuk össze az előbbi és a területegyenletet:

{\displaystyle 4T_{ABCD}^{2}+{\frac {1}{4}}(c^{2}+d^{2}-a^{2}-b^{2})^{2}=(cd)^{2}+(ab)^{2}-2abcd\cos({\alpha +\gamma })}

Az egyenlet átalakítható:

{\displaystyle 16T_{ABCD}^{2}=(c+d+a-b)(b+c+d-a)(a+b+c-d)(a+b+d-c)-16abcd\cos ^{2}({\frac {\alpha +\gamma }{2}})}

Bevezetve a félkerületet és a {\displaystyle \theta \,} szöget:

{\displaystyle s={\frac {a+b+c+d}{2}}}

{\displaystyle \theta ={\frac {\alpha +\gamma }{2}}\,}

{\displaystyle T^{2}=(s-a)(s-b)(s-c)(s-d)-abcd\cos ^{2}{\theta }\,}

{\displaystyle T={\sqrt {(s-a)(s-b)(s-c)(s-d)-abcd\cos ^{2}{\theta }}}} ■

## Speciális esetek

### Húrnégyszögek (Brahmagupta-tétel)

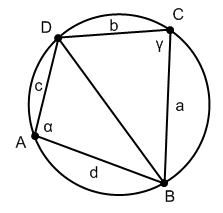

A Bretschneider-formula egyik leggyakoribb felhasználása a húrnégyszögek területének kifejezése oldalaik hosszának, és a húrnégyszög félkerületének segítségével.

#### Tétel
{\displaystyle T_{ABCD}={\sqrt {(s-a)(s-b)(s-c)(s-d)}}} ahol a, b, c, és d a húrnégyszög oldalai, s pedig a félkerület.

#### Bizonyítás
Az ABCD húrnégyszög területe a BD átló által meghatározott két háromszög területének összegével írható fel:
{\displaystyle T_{ABCD}=T_{ABD}+T_{BCD}={\frac {1}{2}}cd\sin {\alpha }+{\frac {1}{2}}ab\sin {\gamma }}

Mivel ABCD húrnégyszög, és {\displaystyle \alpha } és {\displaystyle \gamma } szemközti szögek: {\displaystyle \gamma {}=180^{\circ }-\alpha {}}, tehát {\displaystyle \sin {\alpha }=\sin {\gamma }\,}

{\displaystyle T_{ABCD}^{2}={\frac {1}{4}}(cd+ab)^{2}\sin ^{2}{\alpha }}

{\displaystyle 4T_{ABCD}^{2}=(cd+ab)^{2}(1-\cos ^{2}{\alpha })}

{\displaystyle 4T_{ABCD}^{2}=(cd+ab)^{2}-(cd+ab)^{2}\cos ^{2}{\alpha }}

Alkalmazva a koszinusz tételt az ABD és a BCD háromszög DB oldalára:

{\displaystyle c^{2}+d^{2}-2cd\cos {\alpha }=a^{2}+b^{2}-2ab\cos {\gamma }\,}

{\displaystyle c^{2}+d^{2}-2cd\cos {\alpha }=a^{2}+b^{2}+2ab\cos {\alpha }\,}

{\displaystyle c^{2}+d^{2}-a^{2}-b^{2}=2(ab+cd)\cos {\alpha }\,}

Ezt behelyettesítve a terület egyenletbe:

{\displaystyle 4T_{ABCD}^{2}=(cd+ab)^{2}-{\frac {1}{4}}(c^{2}+d^{2}-a^{2}-b^{2})^{2}}

{\displaystyle 16T_{ABCD}^{2}=4(cd+ab)^{2}-(c^{2}+d^{2}-a^{2}-b^{2})^{2}}

{\displaystyle 16T_{ABCD}^{2}={\Big (}{2(cd+ab)+c^{2}+d^{2}-a^{2}-b^{2}}{\Big )}{\Big (}{2(cd+ab)-c^{2}-d^{2}+a^{2}+b^{2}}{\Big )}}

{\displaystyle 16T_{ABCD}^{2}={\Big (}{(c+d)^{2}-(a-b)^{2}}{\Big )}{\Big (}(a+b)^{2}-(c-d)^{2}{\Big )}=(c+d+b-a)(c+d-b+a)(b+a+c-d)(b+a-c+d)}

Bevezetve a félkerületet:

{\displaystyle s={\frac {a+b+c+d}{2}}}

{\displaystyle 16T_{ABCD}^{2}=16(s-a)(s-b)(s-c)(s-d)}

{\displaystyle T_{ABCD}={\sqrt {(s-a)(s-b)(s-c)(s-d)}}} ■

### Háromszögek (Hérón-képlet)

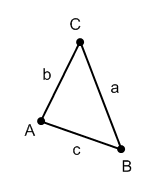

#### Tétel
{\displaystyle T={\sqrt {(s-a)(s-b)(s-c)s}}} ahol a, b, és c a háromszög oldalai, s pedig a félkerület.

#### Bizonyítás
Az állítás következik a húrnégyszögekre bebizonyított alakból, ha a háromszöget olyan elfajult húrnégyszögnek tekintjük, melynek két csúcsa egybeesik.